# Locomotiva FS E.656
Le E.656 e E.655 sono locomotive elettriche a cassa articolata progettate sia per la parte meccanica che per quella elettrica dall'Ufficio Studi Locomotive del Servizio Materiale e Trazione dell'allora azienda autonoma delle Ferrovie dello Stato.
Sono composte da due semicasse accoppiate con 3 carrelli a 2 assili, mossi da 12 motori in corrente continua (6 motori doppi tipo 82-400) da 400 kW ognuno. A seconda delle versioni sono presenti due motoalternatori oppure uno o due convertitori statici.
Si tratta degli ultimi mezzi costruiti con il rodiggio a tre carrelli e semicasse articolate, tipico di diverse famiglie di mezzi italiane, come le locomotive E.636, E.645 ed E.646, per risolvere il problema delle linee con molte curve e di raggio ridotto: il passo rigido del veicolo era drasticamente ridotto, rendendo i mezzi meno aggressivi verso la rotaia.
Le locomotive E.656 ed E.655 sono soprannominate "Caimano". Devono il loro nome al concorso lanciato nel numero di febbraio del 1976 dal mensile aziendale delle Ferrovie dello Stato Voci della rotaia. Il nome fu scelto da una giuria presieduta dall'allora direttore generale ing. Lucio Mayer fra le diverse centinaia di proposte ricevute. Il premio di 200.000 ₤ previsto dal concorso fu vinto dal ferroviere Ernesto Pillittieri di Udine che fu estratto a sorte tra i 16 proponenti il nome. Il logo della locomotiva, un caimano verde-giallo in corsa, fu disegnato da Ugo Uva, grafico del reparto mostre delle ferrovie ed era apposto, secondo l'uso dell'epoca, sul lato della cabina.

## Storia

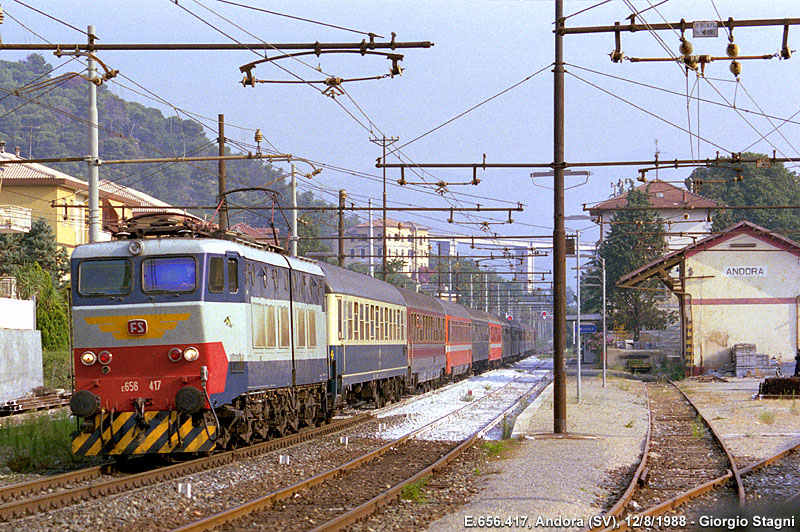
La locomotiva E.656.417 (successivamente riclassificata E.655.417) in transito alla vecchia stazione di Andora, in testa ad un treno internazionale, anno 1988.

Nei primi anni settanta le Ferrovie dello Stato Italiane attraversavano un periodo di riorganizzazione del parco macchine. Mentre era in atto la conversione in corrente continua delle ultime linee trifase piemontesi, le locomotive di prima generazione per viaggiatori (come le E.428) erano ormai abbondantemente obsolete, con 40 anni di servizio, mentre le più recenti E.646 stavano diventando insufficienti a causa dell'incremento del numero di passeggeri. Infatti l'aumento del numero di treni pendolari aveva spinto i vertici della direzione tecnica a riassegnare una parte delle E.646 ai treni navetta, sottraendole ai treni passeggeri di lunga tratta.
Nonostante il successo delle nuove E.444 "Tartaruga", veloci e potenti, occorreva avere in breve tempo delle nuove motrici caratterizzate da una potenza maggiore, da velocità massime medio alte e da circuiti di comando moderni anche con uso di elettronica al posto dei vecchi sistemi elettromeccanici. Tutto questo cercando di mantenere la massima semplicità possibile. Per evitare le incertezze ed i lunghi tempi della sperimentazione si preferì ripiegare su una totale revisione del progetto collaudatissimo delle E.645 ed E.646 modernizzandolo e rendendolo più funzionale alle nuove necessità.
Essendo destinate al traino di treni pesanti, anche su linee a grande pendenza, e date le richieste tecniche in fatto di attrezzature, le E.656 avrebbero dovuto avere una massa superiore alla media, e molto spazio interno per l'alloggiamento degli impianti. Le cabine alle estremità furono previste in posizione avanzata, quasi a sbalzo. Con 120 tonnellate nella versione definitiva, le E.656 erano del 30% circa più pesanti rispetto alle E.444. I limiti del progetto a due semicasse si manifestarono presto in quanto si innescavano dei moti oscillatori e di serpeggio non facilmente controllabili. In seguito alle prove, la velocità prevista di 160 km/h si rivelò una chimera, e le E.656 vennero limitate fino a 150 km/h, un risultato che ad ogni modo non ne pregiudicò l'utilizzo al traino di composizioni di convogli a media e lunga percorrenza al di fuori del rango di categoria rapidi.
Dopo varie migliorie ed aggiornamenti a partire dai primi anni duemila la gran parte delle unità del gruppo perse la livrea d'origine Grigio Perla e Blu Orientale per adottare lo schema di cromia XMPR, in conformità al parco mezzi di Trenitalia. Successivamente tutte le macchine della serie furono dotate del sistema elettronico di controllo marcia treno (SCMT).
Nell'aprile 2010 la prima macchina del gruppo, la E.655.101, venne demolita per accantonamento mentre il 19 aprile 2013, con l'uscita dalle Officine Grandi Riparazioni di Foligno della E.655.549, si sono concluse le revisioni ordinarie di entrambi i gruppi E.656/E.655, nonostante un ultimo epilogo nel 2016, quando la E.656.570, rimasta coinvolta in un incidente con un TIR, è stata sottoposta a una revisione straordinaria con annessa ripellicolatura.
Con il ritorno al servizio universale delle locomotive E.402B, fino al 2017 in turno al servizio Frecciabianca, le E.656 sono state mano a mano distolte dai servizi Intercity Giorno e Intercity Notte ancora loro affidati ed accantonate (le ultime unità hanno prestato regolare servizio in Sicilia fino al settembre 2020 dove sono state sostituite dalle E.464 appositamente attrezzate). Contestualmente, alcune E.656, nonostante la veneranda età e il ragguardevole numero di Km percorsi hanno continuato a svolgere, assieme alle E.655, il traino di treni merci o di materiale destinato alla demolizione (incluso il ruolo di locomotive di soccorso o per il trasferimento di carrozze tra depositi e i siti di riparazione). 
Al 2024 un modesto numero di esemplari continuava l'attività per servizi di scorta più vari lungo la rete, mentre dal 2025 restano in servizio solo le unità rilevate da Fondazione FS Italiane, utilizzate nell'ambito dei treni storici o per i convogli espressi svolti da Treni Turistici Italiani.

## Tecnica

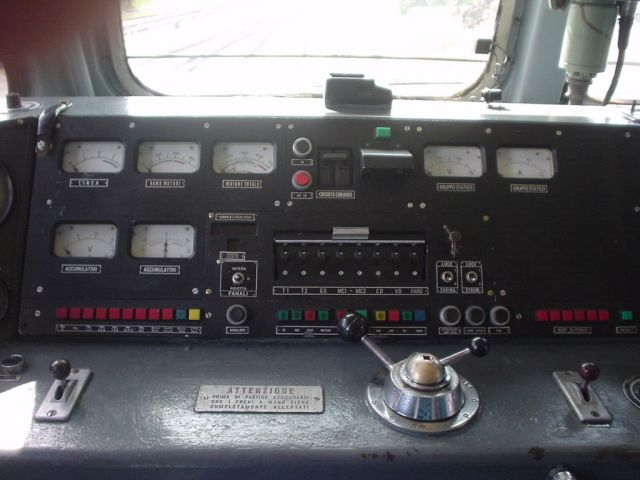
Uno dei banchi da manovra di una locomotiva E.656.

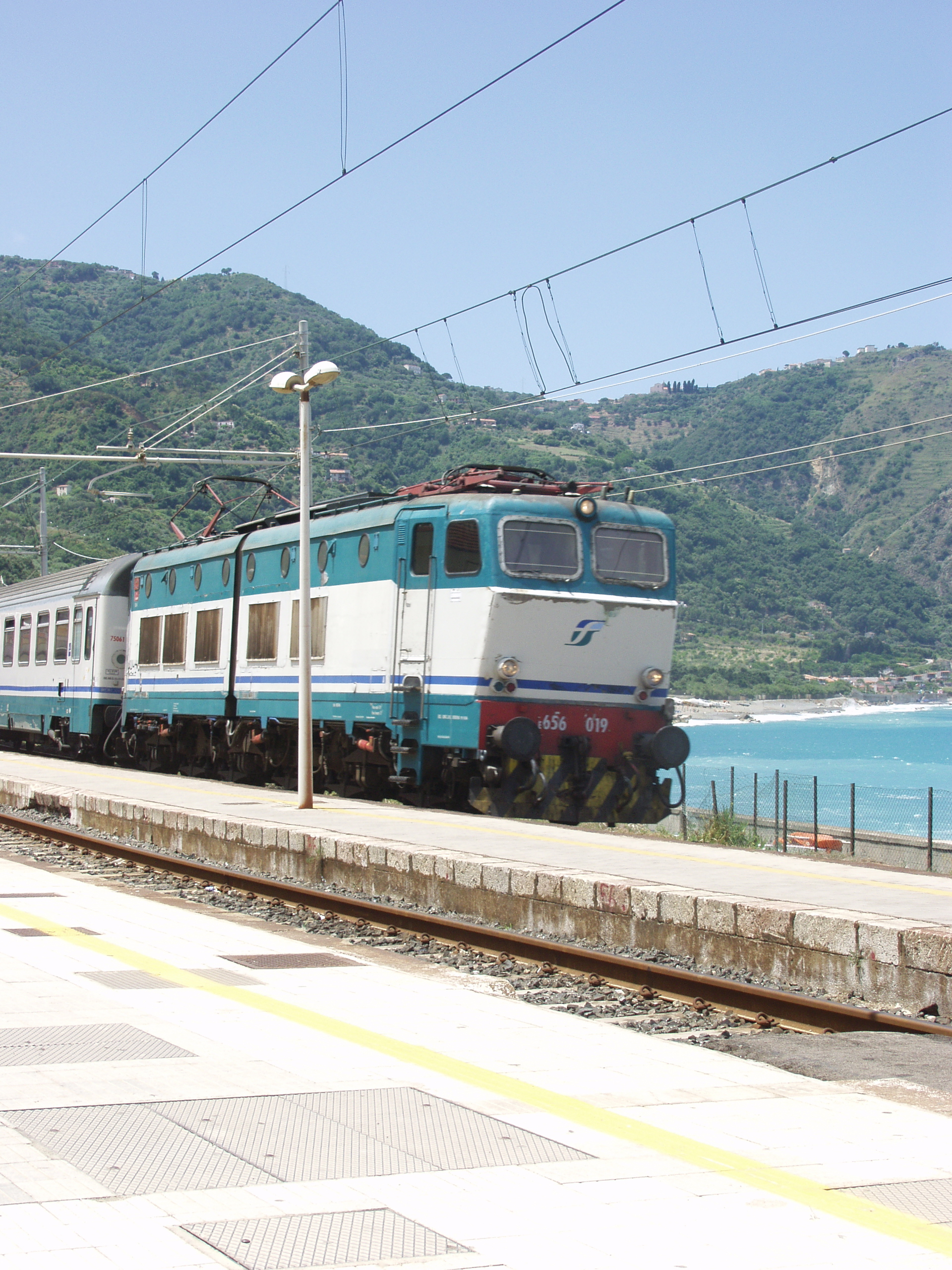
E.656.019 al traino di un Intercity Palermo C.le - Roma T.ni presso Gioiosa Marea

All'entrata in servizio, alla fine del 1975, le E.656 si dimostrarono buoni mezzi, in grado di svolgere egregiamente qualunque compito.
Le prime macchine entrarono in servizio tra la fine del 1975 ed il 1976, consentendo di sopperire alla mancanza di motrici causata dalla trasformazione delle E.646 per servizi navetta, e dalla dismissione della trazione elettrica trifase in Piemonte; permisero inoltre di aumentare il numero delle locomotive assegnate ai servizi passeggeri sulle linee principali, con una razionalizzazione del servizio.
Già nel 1975 venne ordinata una seconda ed una terza serie, a causa del fatto che la realizzazione a breve scadenza delle locomotive elettroniche non era ipotizzabile. Seguirono poi altre serie fino ad arrivare alla sesta serie, conclusa nel 1989, portando il totale di mezzi circolanti a 461, un numero notevole.
Le diverse serie, consegnate tra il 1975 e il 1990, si distinguono fra loro per il diverso disegno dei dettagli della cassa e per il tipo delle apparecchiature impiegate per l'alimentazione dei servizi ausiliari, atte a operare, con la sola eccezione della seconda serie, anche nelle stazioni di trasmissione tra le reti francese e italiana – Modane e Ventimiglia – la cui linea di contatto è alimentata a 1,5 kV.
Nel piano di manutenzione di Trenitalia sono però considerate solamente 3 serie:
| I | 1ª | 001 - 104 | Cassa con coprigiunti assemblata per chiodatura sullo stesso telaio delle E.646 e servizi ausiliari alimentati da due gruppi motoalternatori da 125 kVA; la sottoserie 052 - 104 fu modificata nello snodo centrale del telaio, dove le parti metalliche lubrificate da una derivazione dell'impianto centralizzato furono sostituite da un elemento elastico non necessitante di lubrificazione. |
| I | 2ª | 201 - 251 | Cassa senza coprigiunti assemblata per saldatura su telaio di diversa conformazione, derivato dal precedente e irrobustito in corrispondenza dello snodo e delle testate; servizi ausiliari alimentati da un convertitore statico Ansaldo da 180 kVA 450 Vca 60 Hz trifase, atto per operare soltanto sotto linea di contatto alimentata a 3 kV. |
| I | 3ª | 252 - 307 | Telaio e cassa come per la 2ª serie e servizi ausiliari alimentati da due gruppi motoalternatori come per la prima serie. |
| I | 4ª | 159 - 200 | Telaio e cassa come per la 2ª e 3ª serie, ma con fanaleria bianca e rossa di grandezza uniforme; servizi ausiliari alimentati da un unico convertitore statico 180 kVA, atto per operare anche nelle stazioni di Modane e Ventimiglia, equipaggiate con linea di contatto alimentata a 1,5 kV. |
| II | 5ª | 401 - 550 | Telaio e cassa come per la quarta serie, ma con vetri frontali con cornici in gomma anziché in acciaio; servizi ausiliari alimentati da due convertitori statici ARSA (Alimentatore Ridondante per i Servizi Ausiliari) da 120 kVA; impiego di cuscinetti a rulli cilindrici sulle sedi di ancoraggio dei motori agli assi cavi e di cuscinetti a rulli conici per le boccole degli assi. |
| III | 6ª | 551 - 608 | Telaio come per la quinta serie e cassa con frontali di nuovo disegno; carrelli con ammortizzatori antiserpeggio che valsero loro, per qualche stagione, l'autorizzazione a viaggiare a 160 km/h sulla direttissima Roma-Firenze; servizi ausiliari alimentati come per la quinta serie e adozione di una centralina elettronica ridondata che consentì l'eliminazione del circuito di comando tradizionale, l'applicazione del comando multiplo di due unità tramite linea seriale a 13 poli e il telecomando da carrozza pilota per mezzo della condotta a 78 poli. |
| La E.656.200 fu dotata di due convertitori ARSA e fu il prototipo per le E.656 della 5ª serie. La E.656.458 ed E.656.468 sono dotate di centralina Octupus ed equiparate alle E.656 navetta. |    |           | |

Le E.656 sono equipaggiate con 12 motori in corrente continua tipo 82-400 da 400 kW ciascuno, con trasmissione ad albero cavo, che, mediante l'opportuna chiusura/apertura dei contattori di linea, possono essere connessi elettricamente in quattro diverse configurazioni:
- Serie (12 motori in serie): configurazione di base;
- Serie-Parallelo (2 rami da 6 motori): utilizzabile dalla velocità di 30 km/h
- Parallelo: (3 rami da 4 motori): utilizzabile dalla velocità di 60 km/h
- Super parallelo (4 rami da 3 motori): utilizzabile dalla velocità di 80 km/h

La regolazione della corrente circolante in avviamento e dopo ogni transizione da una combinazione motorica alla successiva o viceversa, avviene grazie all'opportuna apertura/chiusura dei contattori del reostato, che escludono o reincludono una serie di resistenze, alcune delle quali (le ultime ad essere escluse, ossia le più sollecitate) sono alloggiate in un cassone ventilato per facilitare lo smaltimento termico. Le locomotive facevano ancora parte delle cosiddette locomotive reostatiche, come le prime locomotive italiane di tipo E.626 ma avevano l'esclusione automatica del reostato di avviamento in maniera simile alle E.424. 
Le locomotive di Sesta serie, in maniera simile alle locomotive E.444R, vennero dotate di una centralina elettronica in grado di gestire l'esclusione del reostato di trazione facendo a meno dell'avviatore automatico a 24V presente nelle serie precedenti, e controllando la corrente massima non più con un potenziometro ma con un controllo digitale dell'accelerazione.
Nessuna delle locomotive E.656 di Trenitalia ha una velocità di targa superiore a 150 km/h nonostante gli ammortizzatori antiserpeggio per via dell'instabilità di marcia dovuta alla particolare conformazione della cassa articolata. Ciò si può evincere dalla tabella 27 della Prefazione generale all'orario di servizio (pubblicazione tecnica normativa di RFI).

## Le E.656 navetta

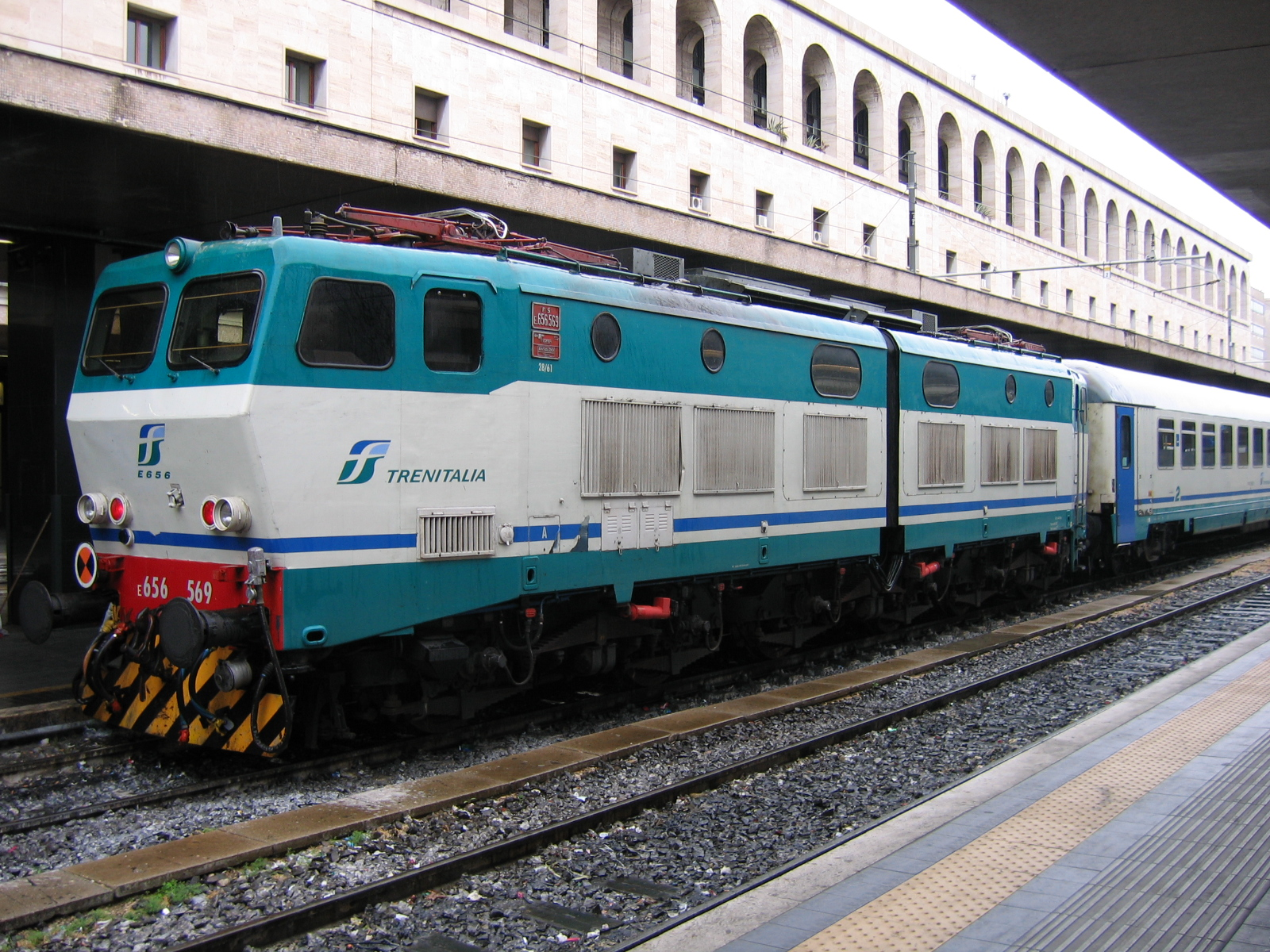
La locomotiva E.656.569 in livrea XMPR, utilizzata per i treni navetta reversibili.

Le locomotive della sesta serie (551 - 608) sono dette Navetta per via del loro allestimento atto a circolare su treni reversibili a locomotiva impresenziata, comandata tramite telecomando con presa a 78 poli da carrozze semipilota, fino alla più recente UIC-X costruita a fine anni novanta (al pari del gruppo E.646). Queste unità sono anche atte al funzionamento in doppia trazione a comando multiplo, sempre tramite presa a 78 poli. Queste possibilità di funzionamento in più modi furono ottenute grazie all'utilizzo di una centralina elettronica a microprocessori, denominata Delfina, in grado di realizzare tutte le funzioni di comando e controllo della locomotiva svolte, sulle serie precedenti, dall'avviatore elettromeccanico, dal CEM, dal RAE, ecc. La serie in oggetto venne dotata di una cassa leggermente diversa sul frontale, nuove rifiniture interne per il comfort dei macchinisti e alcuni piccoli cambiamenti nell'equipaggiamento, come la possibilità di indebolimento campo dei motori fino a 4 gradi nelle combinazioni di parallelo e superparallelo, ottenendo 22 caratteristiche di marcia economica, ossia 2 in più delle altre serie (ad eccezione della E.656.458 ed E.656.468). Fu anche dotata di smorzatori antiserpeggio fin dall'origine, cosa che ne consentì l'impiego a 160 km/h sulla DD Roma-Firenze per qualche tempo, velocità poi riportata definitivamente a 150 km/h come le altre serie. Le unità di quest'ultima serie avrebbero dovuto essere in origine 64; furono poi ridotte a 58 per realizzare, invece, una preserie di 6 unità delle più avanzate E.652.
Dal 2010 gli accantonamenti per guasti gravi e scadenza di chilometraggio hanno interessato anche le E.656 navetta delle varie Direzioni Regionali Trenitalia (Liguria, Toscana, Marche, Calabria) via via sostituite dalle E.464.
Dal cambio d'orario del 10 giugno 2012 non sono stati più programmati servizi commerciali per le E.656N, fatta eccezione per la D. R. Calabria, che le utilizzava alla testa di composizioni non reversibili di 2 o 3 vetture UIC-X con sistema di apertura porte manuale. Con l'entrata in vigore delle nuove norme in materia di comando e blocco porte in cabina di guida (lateralizzazione), entro il 31 dicembre 2012 questo tipo di vetture sono state radiate, decretando così la fine del servizio commerciale viaggiatori regolare delle locomotive E.656 navetta.
L'esubero di E.656N non più utilizzate in servizio commerciale viaggiatori, non ha coinciso con l'indiscriminato accantonamento per demolizione, ma grazie alla possibilità di poterle utilizzare per momentanee mancanze del materiale previsto da turno, sono state relegate a compiti di supporto (titolari dei carri soccorso, macchine di scorta, trasferimenti di rotabili fuori servizio verso le officine di manutenzione, ecc.) e dunque sono state assegnate anche in depositi che in passato non le hanno mai avute in forza.
A settembre 2013 le E.656N atte sono così assegnate:
- Alessandria: 562[12]
- Ancona: 568,[12] 577, 586, 596
- Bologna: 556[12]
- Bolzano: 603[12]
- Firenze: 566, 575, 582, 587, 588,[12] 606
- Genova: 552,[12] 557,[12] 565,[12] 570,[12] 576,[12] 578,[12] 579,[12] 590, 607
- Messina: 551, 553
- Napoli: 560, 564, 581,[12] 605
- Pescara: 573
- Reggio Calabria: 555,[12] 559, 563,[12] 569, 594
- Roma: 592,[12] 600[12]
- Trieste: 601[12]

Delle E.656N assegnate all'O.M.L. di Genova Brignole, solo 3 sono rimaste in forza per la Direzione Regionale Liguria (573, 578, 579), mentre le rimanenti furono affidate al gestore dell'infrastruttura ferroviaria (RFI) per il traino delle vetture diagnostiche Talete e Archimede e per altri compiti di supporto (trasferimenti treni cantiere, visite linea, ecc.): di queste, la E.656.552 ed E.656.570 sono state noleggiate fino alla fine del 2012 ad un'impresa ferroviaria privata. La E.656.590 è stata affidata per un breve periodo al deposito di Genova Brignole ma distaccata a La Spezia, ove si trova attualmente ricoverata come rotabile storico presso la sede dell'ATSL (Associazione Treni Storici Liguria).
La E.656.553 dall'ottobre 2015 fu ufficialmente in carico al parco locomotive Cargo Sicilia, portando ancora le scritte laterali Direzione Regionale Liguria, fino al definitivo accantonamento per limiti di esercizio.

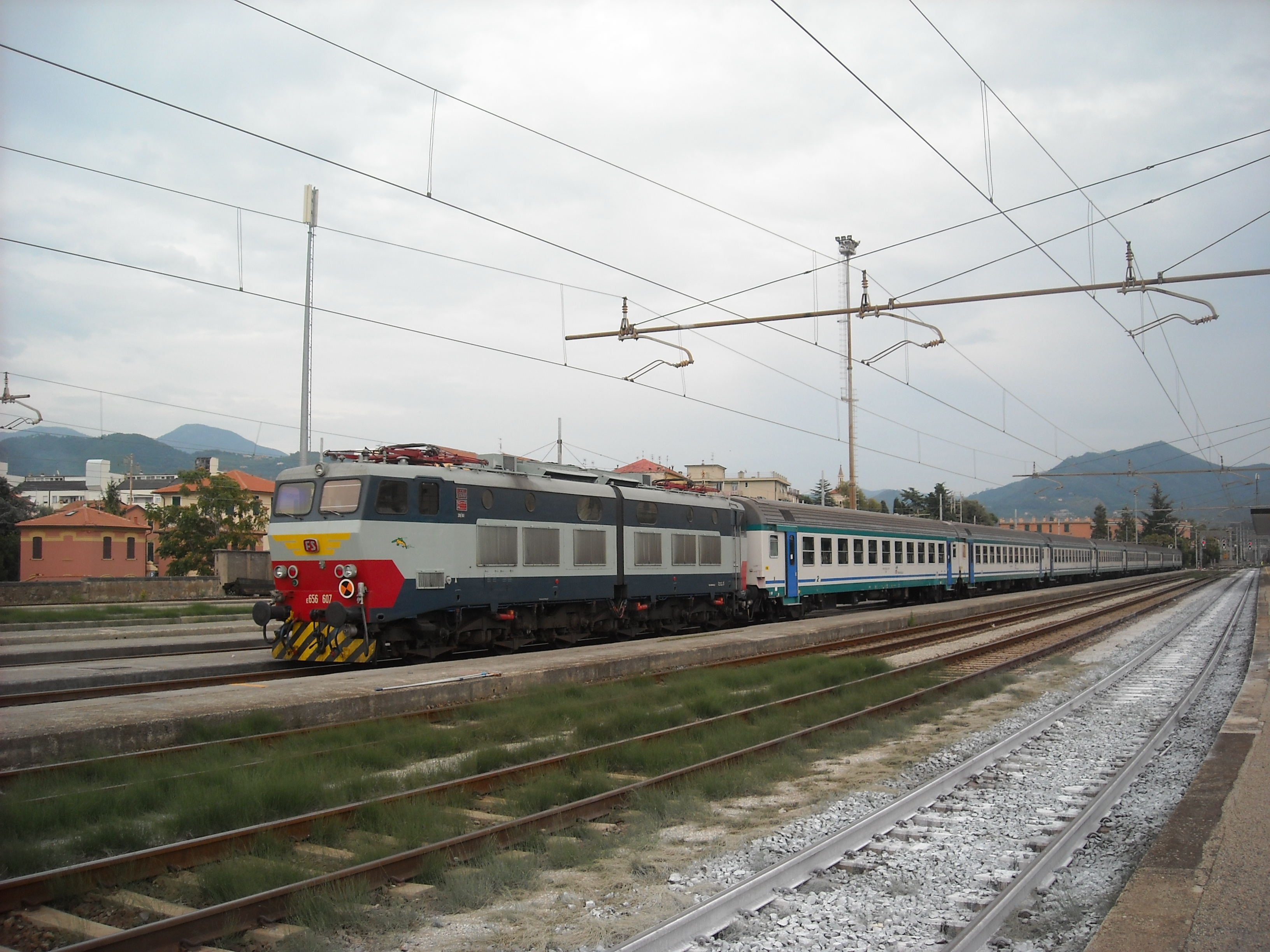
La E.656.607 in sosta a Sestri Levante.

La E.656.607, assegnata al deposito di Genova Brignole, è stata l'ultima E.656 in servizio regolare a conservare sempre inalterata la livrea d'origine. Utilizzata al traino dei treni di competenza della Direzione Regionale Liguria di Trenitalia fino al gennaio 2012, dopo ripetuti problemi al telecomando è stata definitivamente relegata ad invii di rotabili riparandi (rolling). A fine dicembre 2011 è stata oggetto di atto vandalico da parte di un gruppo di writers, ma grazie allo strato protettivo antigraffito che la ricopre, qualche mese più tardi è stata completamente ripulita salvaguardando la storica colorazione, le decalcomanie e le targhe caratteristiche.
A partire da marzo 2012 è rimasta frequentemente in carico a Trenitalia Cargo come locomotiva di rinforzo per i treni merci pesanti da Genova fino ad Arquata Scrivia o Novi San Bovo.
Di norma la macchina RPT da Savona fu titolare del rolling SV 11:20 - GE Br. 12:23 (via GE P.P. Sott.) e del corrispondente GE Br. 16:00 - SV 16:59 (via GE P.P.), programmato il lunedì e il mercoledì. Non di rado venne inoltre utilizzata in funzione di trasferimenti o recuperi di materiale in riparazione presso impianti manutentivi collocati fuori Liguria. Dal 2013 è passata ufficialmente nel parco sociale di Trenitalia Cargo, poi Mercitalia Rail, effettuando massicci servizi commerciali lungo tutta la penisola fino ad aprile 2020, quando è stata accantonata a Milano Smistamento (in precarie condizioni estetiche e funzionali), in attesa di demolizione o di un recupero da parte di qualche associazione che si occupa di movimentare treni storici.

## La trasformazione in E.655
Per le sole unità assegnate alla divisione cargo, con lo scopo di aumentare le prestazioni (in tonnellate di massa rimorchiata), dall'aprile 2003 è cominciata la trasformazione da E.656 a E.656c (c sta appunto per cargo), poi rinominate E.655 (secondo la tradizione di avere l'ultima cifra dispari per i mezzi assegnati ai merci), con la modifica del rapporto di trasmissione da 28/61 a 23/66, che ne limita la velocità massima da 150 a 120 km/h, più che sufficiente per i servizi merci. Il notevole incremento dello sforzo di trazione ottenuto a pari velocità d'avanzamento e corrente assorbita rispetto alle E.656, ha evidenziato non pochi problemi nelle condizioni d'aderenza precaria, soprattutto nella transizione diretta dalla combinazione serie a serie-parallelo. Per mitigare questo fenomeno, a partire dal 2007 sono state apportate anche modifiche circuitali che hanno variato la successione di chiusura/apertura dei vari contattori durante la prima transizione diretta.

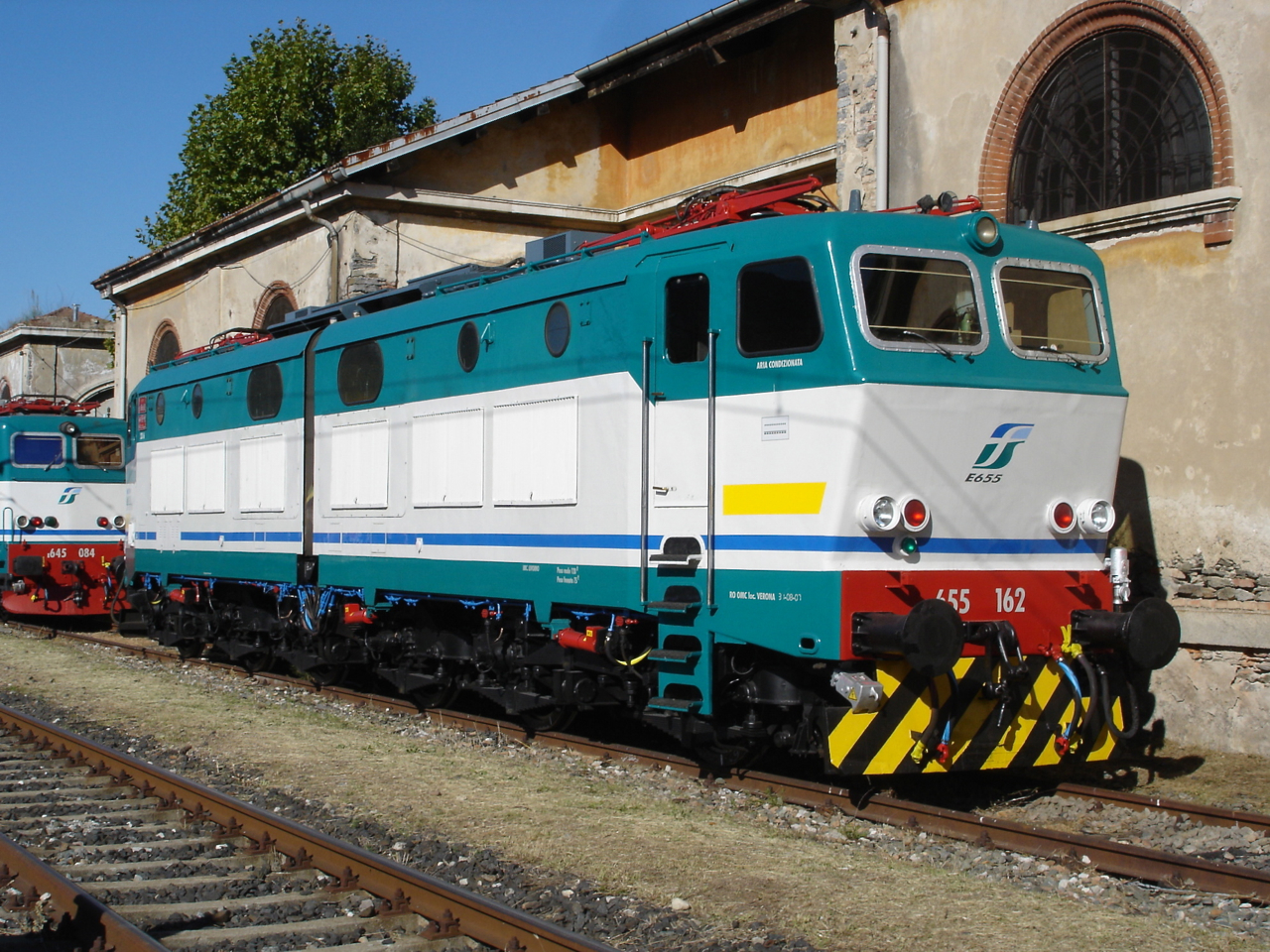
La E.655.162 in sosta alla stazione di Luino appena revisionata

In occasione degli eventi di grande mobilità (ferie pasquali, natalizie, estive, eventi religiosi, ecc.), con la programmazione di molti treni periodici, la divisione passeggeri lunga percorrenza (PAX), necessitava di un maggior numero di locomotori rispetto a quelli normalmente disponibili. Per contro, in questi particolari periodi dell'anno, molti treni della divisione cargo non circolavano e dunque un buon numero di macchine rimaneva inutilizzato. Quindi la PAX, non avendo alternative alla richiesta di macchine alla cargo, ha dovuto orientare la scelta sulle E.655, per il semplice fatto che l'abilitazione era considerata identica a quella delle E.656 di prima e seconda serie (già in possesso dai macchinisti della divisione PAX), dovendo rinunciare di fatto al noleggio delle più adatte E.652. Purtroppo la limitata velocità massima delle E.655 (120 km/h) è stata spesso causa di ritardi, dato che l'impiego non è stato limitato ai soli treni periodici (impostati con E.655 appunto), bensì anche ai treni ordinari le cui tracce orarie erano però calcolate per le E.656 (150 km/h) o addirittura E.444/E.444R o E.402A/B (200 km/h).
Nel 2009 sono iniziati gli accantonamenti delle E.655 ed E.656 della divisione cargo, oggetto di gravi guasti che non fossero riparabili oppure prossimi a scadenza di chilometraggio disponibile, arrivando a distogliere dal servizio quasi 120 unità. Ma nel corso del 2010, considerata la mancanza di parti di ricambio nell'elettronica di controllo delle meno datate E.633 di prima e seconda serie, si è registrata la progressiva ma quasi totale alienazione di queste macchine a chopper e di conseguenza la rimessa in servizio di alcune E.655 dapprima accantonate, con addirittura l'invio di qualche unità alle officine grandi riparazioni per gli interventi di cambio carrelli o di revisione ordinaria, che nel frattempo erano stati sospesi.
Nel 2010 e il 2011, la progressiva riduzione dei servizi a materiale ordinario della divisione PAX, ha visto un esubero delle E.656 assegnate: quelle vicine a scadenza chilometraggio sono state alienate e cannibalizzate, mentre circa 25 unità (non dotate dell'impianto di lateralizzazione porte) sono state assegnate alla divisione cargo.
Con la nascita del nuovo vettore Mercitalia Rail, che ha di fatto rilevato nel 2017 le attività della divisione Cargo di Trenitalia,  buona parte delle E.655 sono confluite nel parco sociale della nuova società pubblica di trasporto merci, venendo progressivamente dismesse in favore dell'acquisto delle moderne E.494, che sono andate a sostituire nel breve termine anche le ultime E.655 ancora operative.

## Divisioni

### Passeggeri (PAX)

E.656.030 a Domodossola.

Dal 2013 le E.656 dotate di lateralizzazione porta sono state assegnate alla divisione PAX.

#### Novembre 2017
| Deposito di assegnazione | E.656 |
| ------------------------ | ----- |
| Milano Centrale          | 4     |
| Palermo                  | 23    |
| Roma San Lorenzo         | 5     |

32 E.656 (totale) Unità: 005, 009, 018, 024, 028, 030, 033, 039, 040, 046, 052, 058, 063, 068, 091, 093, 096, 099, 254, 289, 424, 431, 435, 439, 443, 454, 462, 481, 489, 492, 497, 515.

#### Settembre 2019
A settembre 2019, dopo debite ricatalogazioni, visto che svariate motrici prestavano ancora il servizio quotidiano principalmente sulle linee siciliane, il parco macchine delle E.656 ammontava a 15 unità.
- 15 E.656 (totale) Unità: 030, 039, 046, 052, 074, 091, 093, 096, 294, 424, 431, 435, 462, 492, 497.

### Cargo (Mercitalia Rail)

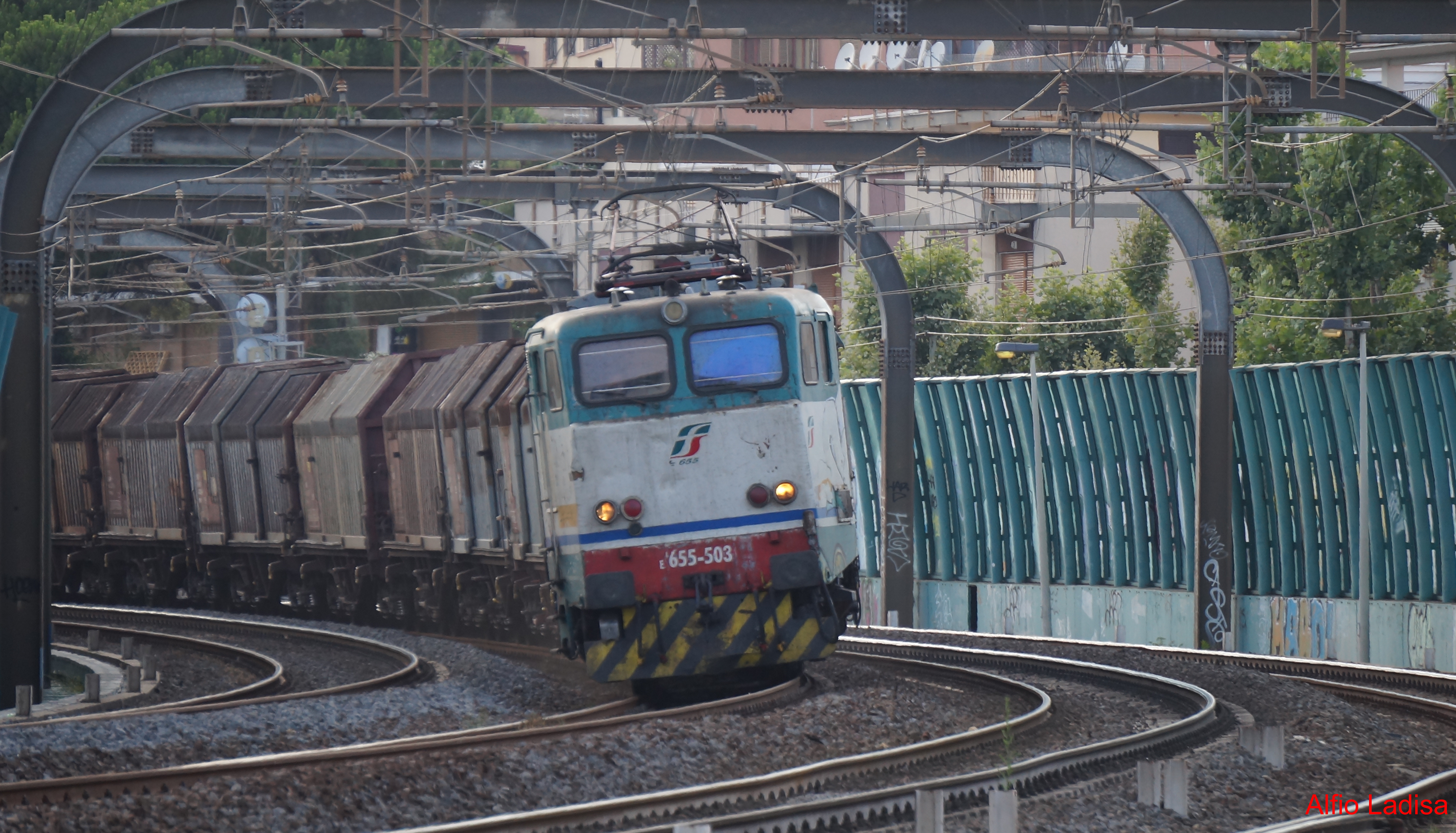
La E.655.503, una delle unità E.655 assegnate a Mercitalia Rail.

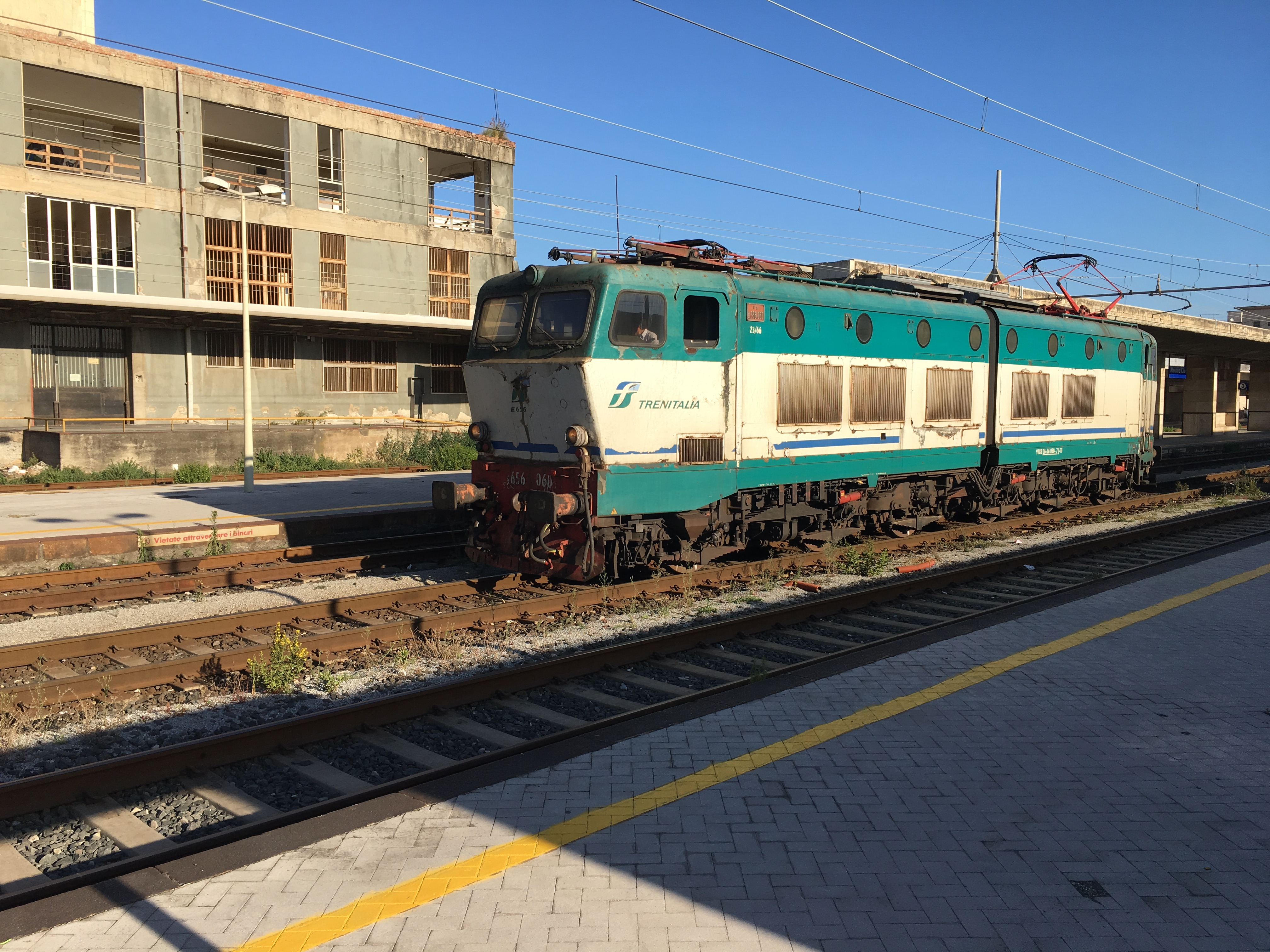
La E.656.060, una delle unità E.656 assegnate a Mercitalia Rail.

#### Gennaio 2017
Dal gennaio 2017 un discreto numero di E.656 ed E.655 ancora in servizio sono state assegnate a Mercitalia Rail (ex Trenitalia Cargo), per un totale di 52 locomotori.
| Deposito di assegnazione         | E.655 | E.656 | E.656N |
| -------------------------------- | ----- | ----- | ------ |
| Cervignano Smistamento           | 5     | –     | –      |
| Maddaloni Marcianise Smistamento | 12    | 3     | 2      |
| Messina                          | –     | 1     | –      |
| Milano Smistamento               | 13    | 2     | 14     |

- 30 E.655 (totale). Unità: 047, 048, 061, 166, 167, 172, 178, 188, 190, 192, 206, 225, 258, 264, 267, 286, 291, 298, 419, 490, 503, 506, 509, 521, 523, 529, 531, 537, 541, 549.
- 6 E.656 (totale). Unità: 059, 060, 307, 457, 467, 469.
- 16 E.656 Navetta (totale). Unità: 553, 555, 556, 562, 564, 566, 570, 575, 577, 586, 587, 592, 596, 603, 606, 607.

#### Novembre 2017
A novembre 2017 gli esemplari, sempre assegnati agli impianti appena citati, risultavano ridotti a soli 29, così ripartiti:
- 13 E.655 (totale). Unità: 047, 192, 264, 267, 503, 509, 521, 523, 529, 531, 537, 541, 549.
- 4 E.656 (totale). Unità: 059, 060, 307, 467.
- 12 E.656 Navetta (totale). Unità: 553, 562, 564, 570, 577, 586, 587, 592, 596, 603, 606, 607.

#### Agosto 2018
Ad agosto 2018, salvo ultimi accantonamenti estivi, le macchine ancora in circolazione erano le seguenti, per un totale di mezzi ridotto a 22 unità:
- 12 E.655 (totale). Unità: 047, 192, 503, 506,[18] 509, 521, 523, 529, 531, 537, 541, 549.
- 4 E.656 (totale). Unità: 059, 060, 307, 467.
- 6 E.656 Navetta (totale). Unità: 564, 570, 577, 586, 596, 607.

#### Dicembre 2018
A fine anno la situazione vedeva un parco macchine ulteriormente ridotto, causa anche di due cessioni a RFI. Le unità 059 e 529 sono state addirittura riparate in seguito a principi d'incendio, mentre l'unità 267 reintrodotta in servizio in seguito ad un lungo accantonamento. Il totale si componeva di 19 macchine così distribuite:
- 12 E.655 (totale). Unità: 047, 267, 503, 506, 509, 521, 523, 529, 531, 537, 541, 549.
- 3 E.656 (totale). Unità: 059, 060, 467.
- 4 E.656 Navetta (totale). Unità: 564, 577, 596, 607.

#### Giugno 2019
A giugno 2019, con l'arrivo delle E.494 a Mercitalia Rail, il parco macchine delle E.656 ed E.655 andava riducendosi ancora di più. La E.655.541, inoltre, è stata vittima di un incendio presso Civitanova Marche. In totale figuravano atte al servizio 13 unità:
- 6 E.655 (totale). Unità: 267, 503, 521, 523, 531, 537.
- 3 E.656 (totale). Unità: 059, 060, 467.
- 4 E.656 Navetta (totale). Unità: 564, 577, 596, 607.

#### Settembre 2019
A settembre 2019, il parco macchine delle E.655 ed E.656 di Mercitalia Rail ammontava a circa 13 unità certificate:
- 6 E.655 (totale). Unità: 267, 503, 521, 523, 531, 537.
- 3 E.656 (totale). Unità: 059, 307, 467.
- 4 E.656 Navetta (totale). Unità: 564, 577, 596, 607

### Unità di RFI
Dal 2012 5 E.656 navetta che non sono andate a Mercitalia Rail o DPR sono state noleggiate ad RFI per fare servizi diagnostici sull'Archimede e Talete:
- E.656: 551, 552, 557, 565, 576.

Dal 2018 sono state noleggiate altre 2 unità da Mercitalia Rail.
- E.656: 551, 552, 557, 565, 570, 576, 586.

Fino a luglio del 2021 sono rimaste a disposizione di RFI le seguenti unità noleggiate da Mercitalia Rail:
- E.656N: 570, 586

Entrambe, da agosto del 2021, sono tornate in carico a Mercitalia Rail.

### Unità di DPR

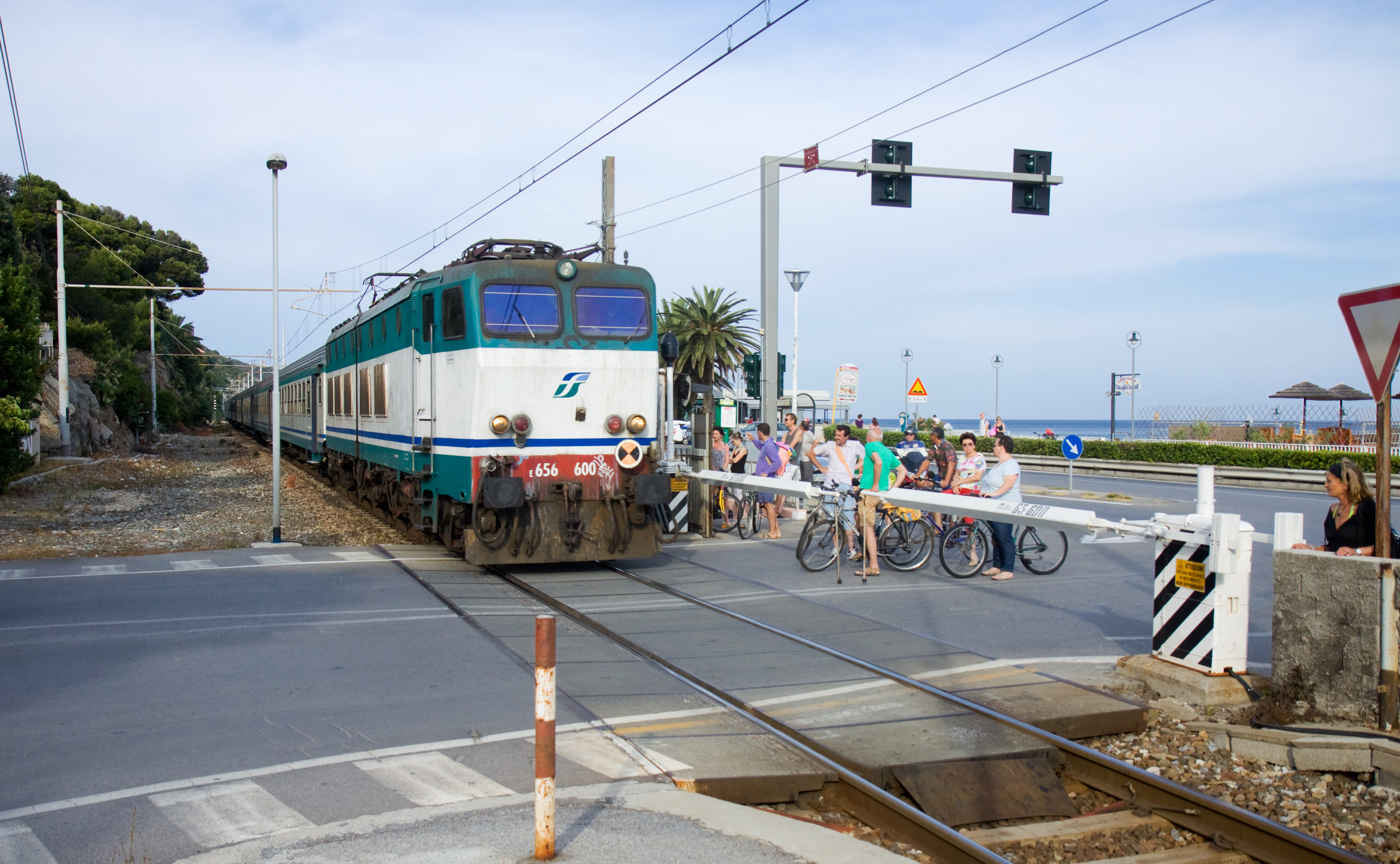
La E.656N.600, una delle unità E.656 navetta di DPR effettuando un treno regionale

Alcune unità che non hanno fatto parte di Mercitalia Rail sono state assegnate per servizi soccorsi, invii e recuperi.

#### Novembre 2017
| Deposito di assegnazione | E.655 | E.656N |
| ------------------------ | ----- | ------ |
| Ancona                   | 2     | 1      |
| Benevento                | 1     | –      |
| Bolzano                  | 1     | –      |
| Catania                  | 1     | –      |
| Firenze Osmannoro        | 2     | 1      |
| Foggia                   | 1     | –      |
| Genova Brignole          | 2     | 3      |
| Napoli                   | 1     | 1      |
| Pescara                  | 1     | 1      |
| Reggio Calabria          | 1     | 1      |
| Roma Smistamento         | 2     | 1      |
| Sulmona                  | 1     | –      |
| Torino Smistamento       | 1     | –      |
| Trieste                  | –     | 1      |
| Verona                   | 1     | –      |

- 18 E.655 (totale). Unità: 085, 248, 271, 410, 413, 416, 417, 425, 426, 453, 498, 502, 510, 513, 524, 530, 532, 533.
- 10 E.656 Navetta (totale). Unità: 468, 560, 568, 573, 578, 579, 581, 588, 600, 601.

#### Settembre 2019
- 14 E.655 (totale). Unità: 248, 271, 410, 416, 417, 425, 426, 453, 498, 502, 510, 513, 524, 532.
- 9 E.656 Navetta (totale). Unità: 468, 560, 568, 573, 578, 579, 581, 588, 601.

La E.655.413, rimasta per diverso tempo accantonata in Piemonte e poi segnalata a Fondazione FS a scopo di preservazione, è stata demolita a San Giuseppe di Cairo nei primi mesi del 2021.

## Unità storiche

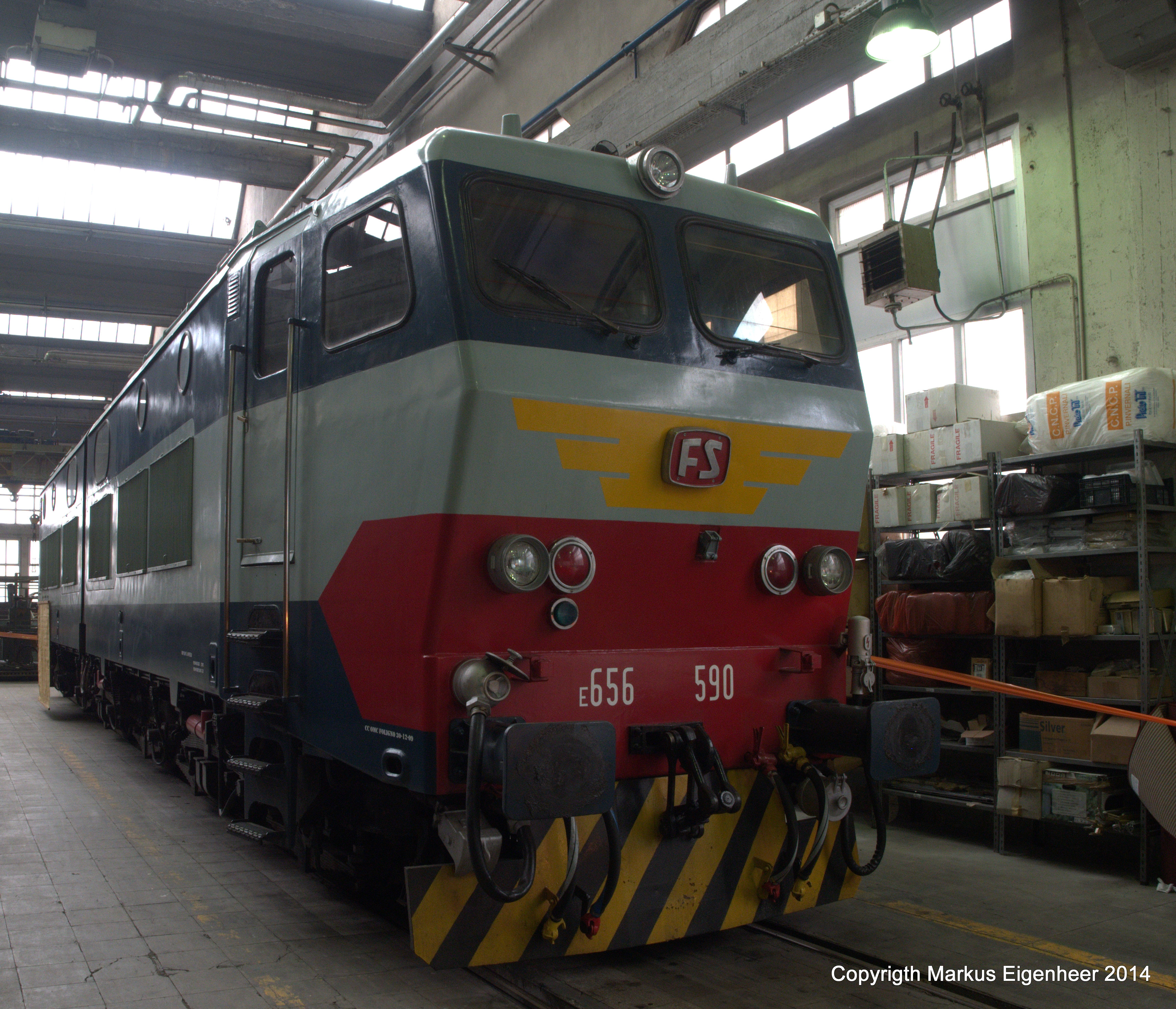
La E.656.590, la terza unità storica.

A seguito dell'inizio della radiazione del parco macchine E.656/E.655 si decide di conservare, restaurare e mantenere come storiche alcune unità del gruppo:
- E.656.001, prima unità del gruppo, costruita da Sofer e Italtrafo, assegnata al deposito di Milano Smistamento. Alcuni anni dopo il restauro, il 9 novembre 2017, è stata coinvolta in un incendio mentre si trovava in sosta alla stazione di Milano Centrale, subendo lievi danni al telaio. Dopo le attività di ripristino la macchina è tornata a disposizione di Fondazione FS per il traino dei treni storici il 29 agosto 2018;
- E.656.023, prima della serie ad essere consegnata alle FS nel Novembre 1975, costruita da Casaralta e Asgen ed assegnata all'O.M.L. di Firenze;
- E.656.030 (in fase di ripristino per Fondazione FS);
- E.656.052 (in fase di ripristino per Fondazione FS);
- E.656.074 (in fase di ripristino per Fondazione FS);
- E.656.093 assegnata a Milano Centrale;
- E.656.294 ripristinata presso le officine OGR di Foligno riverniciandola in livrea d'origine Grigio Perla e Blu Orientale è stata restituita a Fondazione FS il 4 settembre 2024;[23]
- E.655.416, costruita da Casaralta-Retam nel 1986, assegnata fino al 2018 a Bolzano dove rimase accantonata fino al 2019. Grazie a un intervento di Fondazione FS è stata riassegnata dal 2020 al deposito di Napoli Centrale al termine dei lavori di restauro;
- E.656.431 (in fase di ripristino per Fondazione FS);
- E.656.435 (in fase di ripristino per Fondazione FS);
- E.656.439 assegnata a Milano Centrale;
- E.656.492 stanziata a Foligno
- E.656.497 (in fase di ripristino per Fondazione FS);
- E.655.530, macchina di quinta serie, costruita da Reggiane e Ansaldo nel 1985 e sottoposta ad un intervento di completo restauro nel 2020;
- E.656N.590, appartenente alla sesta serie, costruita da Sofer e Ansaldo ed assegnata al deposito di La Spezia Migliarina. É una delle 4 unità presenti nel parco storico a disporre delle condotte a 13 e 78 poli per la composizione di convogli reversibili navetta;
- E.656N.601, appartenente alla sesta serie e assegnata al deposito locomotive di Genova Brignole, dopo aver prestato servizio per la DTR Friuli-Venezia Giulia, nel 2022 è stata inviata a Foligno per revisione e successiva entrata nell'asset storico. É una delle 4 unità presenti nel parco storico a disporre delle condotte a 13 e 78 poli per la composizione di convogli reversibili navetta;
- E.656N.576 di Fondazione FS attualmente a La Spezia Migliarina. É una delle 4 unità presenti nel parco storico a disporre delle condotte a 13 e 78 poli per la composizione di convogli reversibili navetta;
- E.656N.579 di Fondazione FS attualmente a La Spezia Migliarina. É una delle 4 unità presenti nel parco storico a disporre delle condotte a 13 e 78 poli per la composizione di convogli reversibili navetta;

Tutte le unità rivestono l'originario schema di colorazione Grigio Perla e Blu Orientale e sono utilizzate per eventi ferroviari, treni storici, treni espressi.